# Ipomoea cairica
El bejuquillo de Caracas (Ipomoea cairica) es una especie fanerógama de la familia Convolvulaceae.

## Clasificación y descripción de la especie
Planta trepadora o postrada, herbácea, perenne; tallo algo lignescente en la base, muy ramificado, liso o a veces; hojas divididas, de contorno ovado-suborbicular, de (2)3 a 6(10) cm de largo por 2 a 7(9) cm de ancho, envés sin pelos; inflorescencias con 1 a 3 flores; sépalos subiguales, ovados, de 5 a 8 mm de longitud, escariosos, glabros; corola infundibuliforme (con forma de embudo) a campanulada (con forma de campana), de 4.5 a 6.5 cm de largo, rosado-violácea; el fruto es una cápsula subglobosa, de 1 a 1.5 cm de diámetro, con 4 semillas, de forma globosa-triangular, de 4 a 8 mm de largo.

## Distribución de la especie
Esta especie es originaria de África, pero se encuentra ampliamente distribuida en el continente americano porque se cultiva como planta de ornato.

## Ambiente terrestre
Especie cultivada en muchas localidades de varios estados en México. Cubre paredes, cercas o árboles, con tallos que llegan a medir más de 10 m de largo. La altitud en que se ha registrado va de los 250 a los 2250 m. Florece a lo largo del año, sobre todo cuando se le brindan buenos cuidados.

## Estado de conservación
No se encuentra bajo ningún estatus de protección.

## Importancia cultural y usos
Ornamental. Es un elemento muy apreciado en jardinería por la belleza de sus flores.